# رندال آینهورن
رندال آینهورن (انگلیسی: Randall Einhorn؛ زادهٔ ۷ دسامبر ۱۹۶۳) کارگردان، فیلم‌بردار، تهیه‌کننده اهل ایالات متحده آمریکا است. از جمله کارهای وی می‌توان به اداره، فیلادلفیا همیشه آفتابی است و بازمانده اشاره کرد.
او در سینسیناتی، اوهایو زاده شد و در سال ۱۹۸۲ فارغ‌التحصیل شد. او کار هنری خود را در اوایل دهه ۱۹۹۰ آغاز کرد و به‌طور پراکنده به عنوان کارگردان و فیلمبردار در چندین پروژه مختلف کار کرد، از جمله فیر فاکتور و بازمانده. او دو بار نامزد جایزه امی شده بود. او بیشتر به خاطر فعالیتش در مجموعه اداره شناخته شده‌است.